# 波默比
波默比是德国石勒苏益格－荷尔斯泰因州的一个市镇。总面积5.55平方公里，总人口161人，其中男性82人，女性79人（2011年12月31日），人口密度29人/平方公里。